# Phare de Keri
Le phare de Keri (en estonien : Keri Tuletorn) est un phare situé sur l'île de Keri faisant partie du village de Kelnase de la commune de Viimsi dans le Comté de Harju, en Estonie, sur le golfe de Finlande.
Il est géré par l'Administration maritime estonienne ,.
Il est inscrit au registre des monuments nationaux de l'Estonie'  en date du 25 novembre 1997.

## Histoire
Le premier phare, en bois, a été construit en 1724 sur l'île Keri, une petite île située à environ 8 km au nord-est de Prangli. C'est le point le plus au nord du littoral nord de l'Estonie. Il a été reconstruit au début du 19e siècle. C'était une tour en bois montée sur une base en pierre.
Le phare actuel a été construit en 1858. Sa lumière est contrôlée par ordinateur et elle alimentée par des cellules solaires et des batteries.
De 1907 à 1912, il fut le seul phare au monde à être alimenté au gaz naturel. En 1990, la base en pierre a commencé à s'effondrer et des renforts en acier ont été installés. En 2007, une caméra internet y a été installée ainsi qu'une station météo internet en 2009.

## Description
Le phare  est une tour cylindrique en acier peint en rouge de 16 mètres de haut, avec une galerie et une lanterne rouge, montée sur une base cylindrique en pierre de 12 m. Il émet, à une hauteur focale de 31 mètres, un long éclat blanc toutes les 15 secondes. Sa portée nominale est de 11 milles nautiques (environ 20 km). L'île est aujourd'hui déserte depuis le départ des gardiens du phare et de leurs familles.
Identifiant : ARLHS : EST-027 ; EVA-155 - Amirauté : C-3844 - NGA : 12896 .

## Caractéristique duFeu maritime
Fréquence : 15 secondes (W)
- Lumière : 2 secondes
- Obscurité : 13 secondes

|                   |
| Golfe de Finlande |

|          |
| Le phare |

### Lien connexe
- Liste des phares d'Estonie